# Tadashi Koya
Tadashi Koya (小屋 禎 Koya Tadashi?), född 24 maj 1970 i Kanagawa prefektur, är en japansk tidigare fotbollsspelare.
Koya började sin karriär 1993 i JEF United Ichihara. 1996 flyttade han till Brummell Sendai. Han avslutade karriären 1996.